# Aino Kishi
Pour les articles homonymes, voir Kishi (homonymie).
Cette page contient des caractères spéciaux ou non latins. S’ils s’affichent mal (▯, ?, etc.), consultez la page d’aide Unicode.
Aino Kishi (希志 あいの, Kishi Aino) est le nom d'une ex-gravure idol et d'une idole de la vidéo pour adultes.

## Biographie et carrière
Aino Kishi est née le 1er février 1988 à Hokkaido, Japon
Elle débute comme gravure idol en 2007 en posant dévêtue pour la revue  Young Gangan,, Elle parait ensuite dans divers magazines et albums photos avant d'embrasser une carrière d'actrice en films pornographiques en décembre 2007.
Elle endosse, en particulier, le rôle-titre de l'ero guro Samurai Princess.
Elle est le personnage principal d'un jeu vidéo pour Android intitulé « Aino Kishi Slot Game » paru en décembre 2011.
Elle joue le rôle de l'héroïne dans le film Mask the Kekkou : Reborn adapté du manga Kekkō Kamen (comme l'héroïne est quasiment nue dans sa tenue de combat, le rôle ne convenait pas à une actrice classique).

## Filmographie
- New female teacher (新任女教師 劇場版, 2008)
- Sakura Pachislo Butler (パチスロバトラーさくら, 2009)
- 女闘牌伝 王牌に愛された千鳥積み (2009)
- Sakura woman board game knife (包丁勝負 女板・桜, 2009)
- Samurai Princess  (ヤンキー女子高生2~神奈川最強伝説, 2009)
- Covered Woman ~ Lovers ~ (ラバーズ〜覆う女〜, 2009)
- Woman was committed to Incubus Dreams (インキュバス 夢に犯された女, 2011)
- Domestic (ドメスティック, 2011)
- Domestic Kanketsuhen (ドメスティック 完結編, 2011)
- ヒン子のエロいい話 (2011)